# マグダレーナ半島

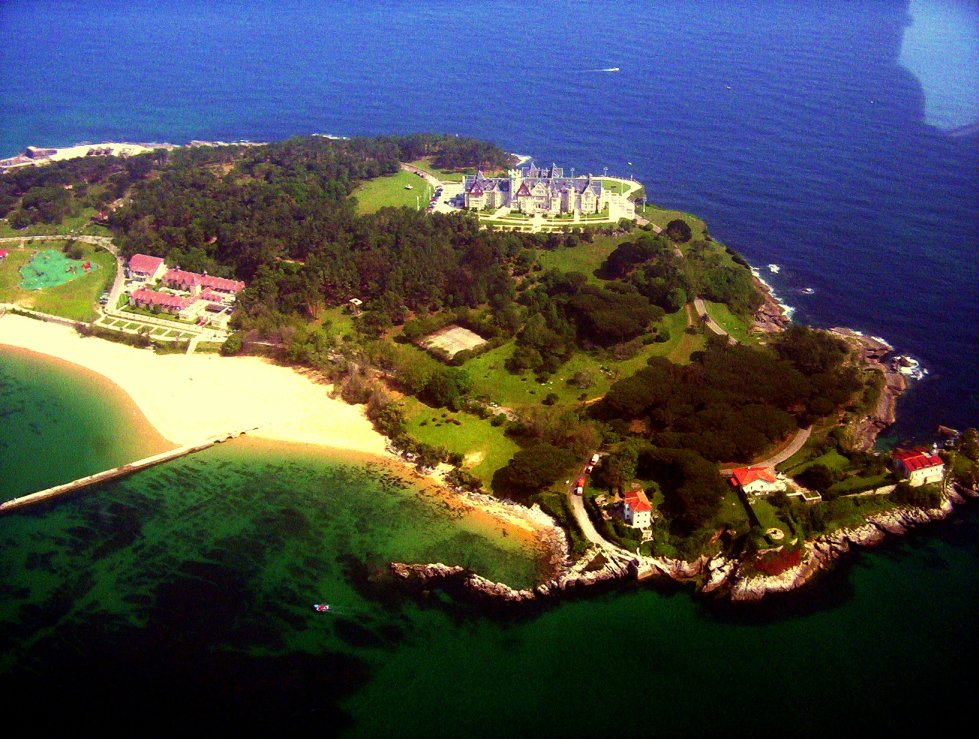
マグダレーナ半島

マグダレーナ半島（スペイン語: Península de La Magdalena）は、スペイン・カンタブリア州サンタンデールにある半島。

## 地理
面積は24.5ヘクタールまたは28ヘクタール。サンタンデール湾の湾口に向かって突き出ており、サンタンデール湾と大西洋のビスケー湾を隔てている。マグダレーナ半島の先端にはセルダ灯台が建っており、マグダレーナ半島の沖合800メートルにはモウロ灯台のあるモウロ島がある。軍事的には戦略上重要な半島であり、古代ローマ時代の遺跡も発掘されている。半島戦争中の1812年7月にはスペイン軍の友軍であるイギリス軍がモウロ島に上陸し、フランス軍をモウロ島から追いやった。

## 施設

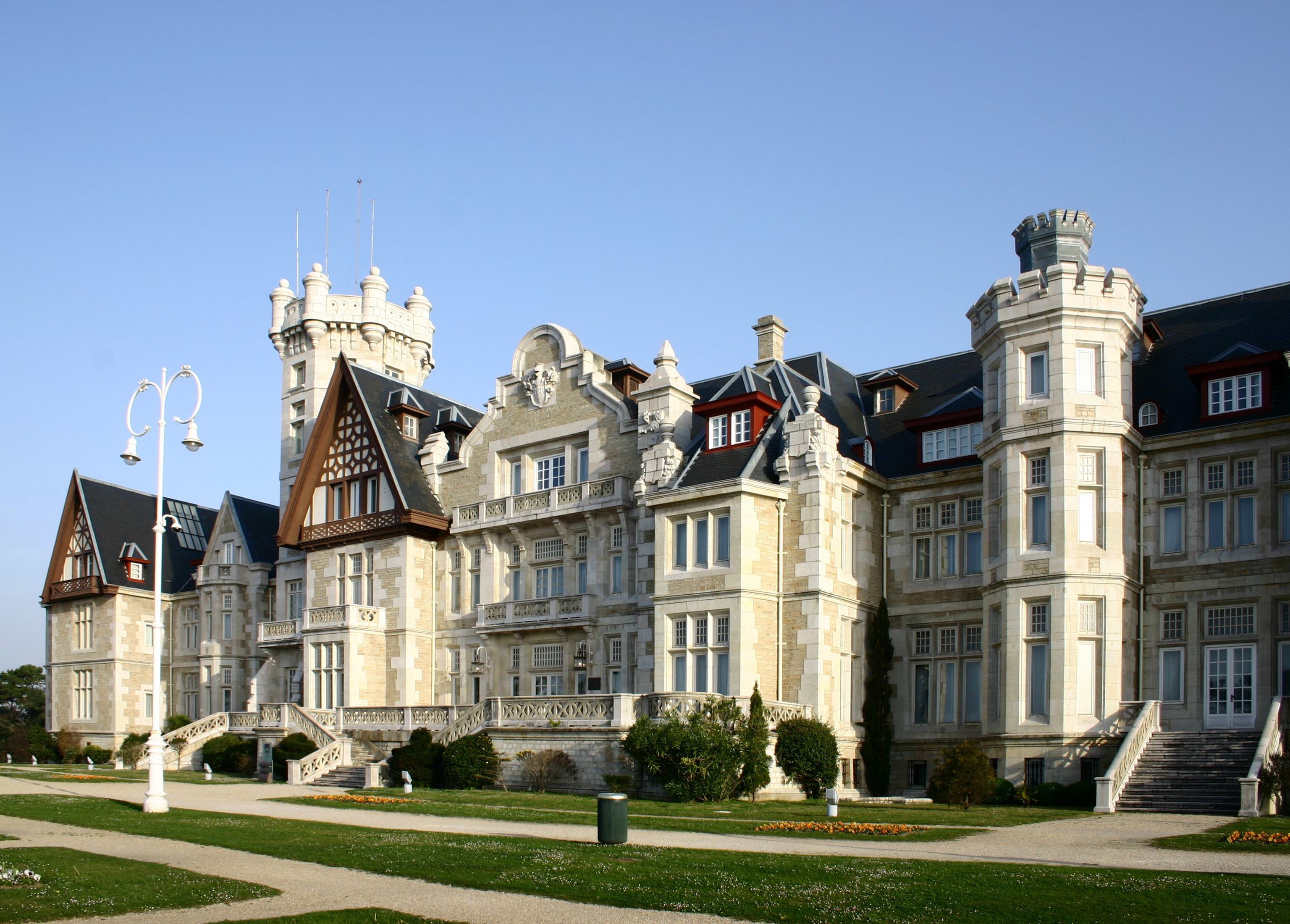
マグダレーナ宮殿

他地域からの観光客にとっても地元民にとっても人気の観光地である。1912年にはスペイン王アルフォンソ13世によって、マグダレーナ半島にスペイン王家の別荘であるマグダレーナ宮殿が建設された。アルフォンソ13世は1912年から1929年までマグダレーナ宮殿を夏の離宮として使用したが、1931年には国外亡命に追い込まれている。1932年に設立されたメネンデス・ペラヨ国際大学の本部はマグダレーナ半島の南岸にある。
マグダレーナ半島の付け根には1906年に設立された由緒あるレアル・ソシエダ・デ・テニス・デ・ラ・マグダレーナとテニスコートがあり、このテニスクラブの名誉会長はアルフォンソ13世が務めた。1907年にはマグダレーナ半島にサッカークラブのレアル・サンタンデールFCが設立されたが、1915年には解散している。テニスクラブの北東には小規模な屋外型マリンパークがあり、アザラシ、アシカ、ペンギンなどが飼育されている。マリンパークの北東には海洋博物館があり、探検家のビタル・アルサールが大西洋を横断する際に使用したガレオン船が展示されているほか、アルサールが1970年に使用した木製の筏のレプリカも展示されている。南岸はサンタンデール市街地からつづく砂浜海岸となっている。この砂浜海岸の沖合250mにはトーレ島という岩礁があり、この岩礁にはカンタブリアマリンスポーツ学校の建物がある。

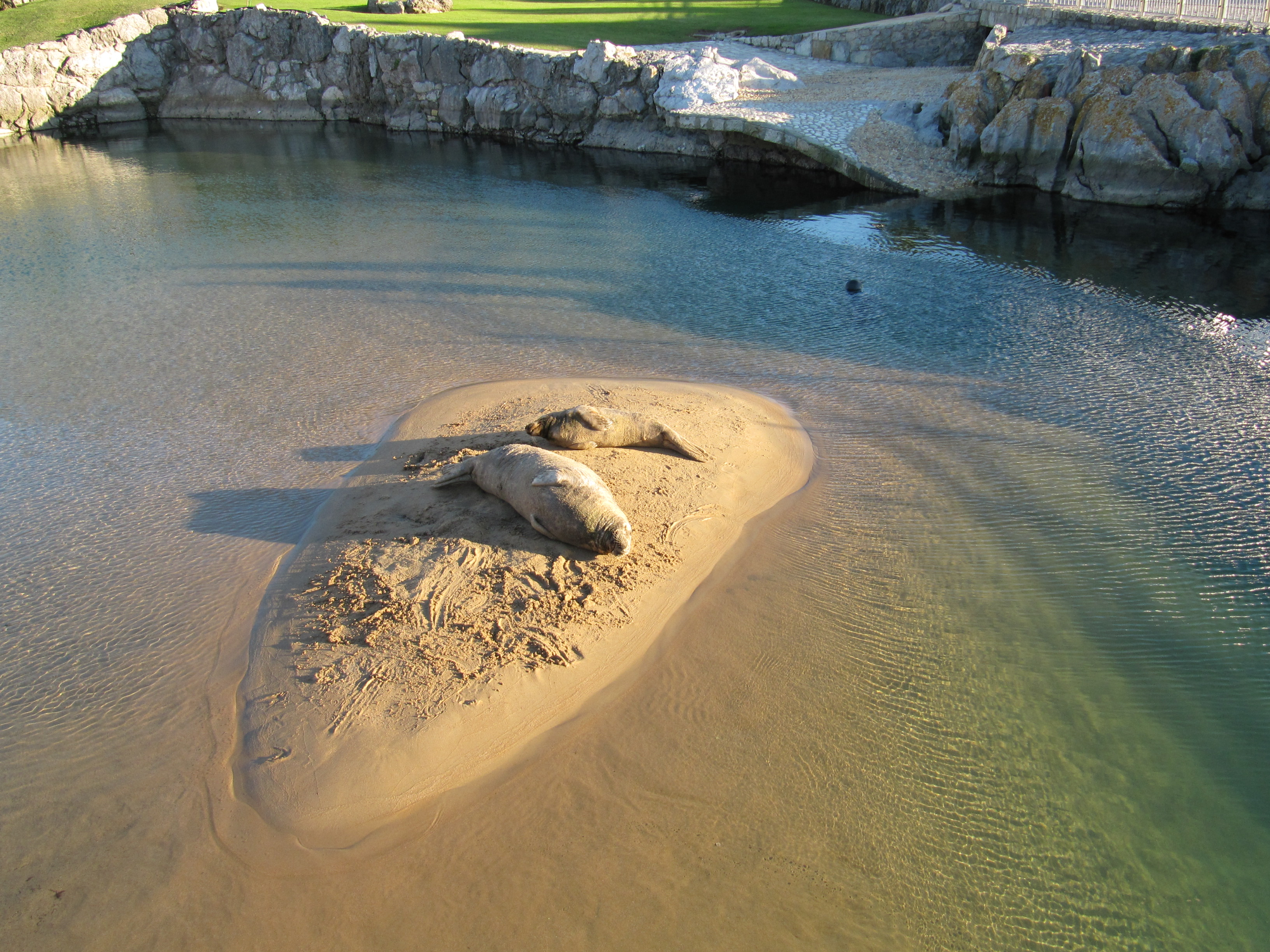
屋外型マリンパーク
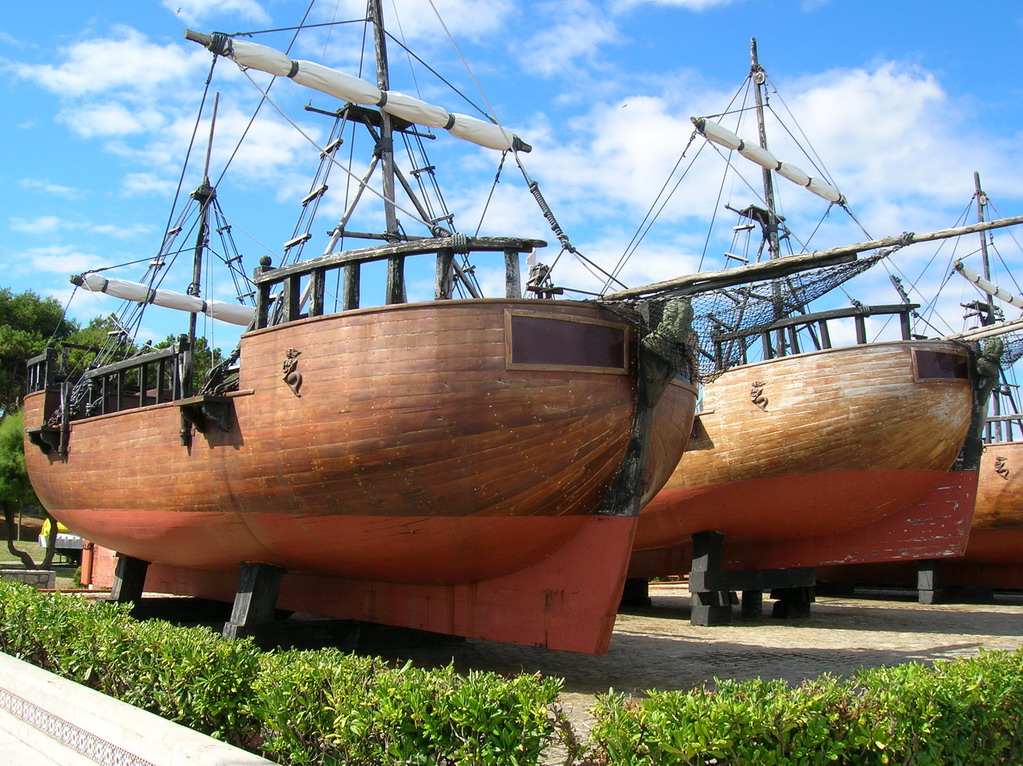
ガレオン船
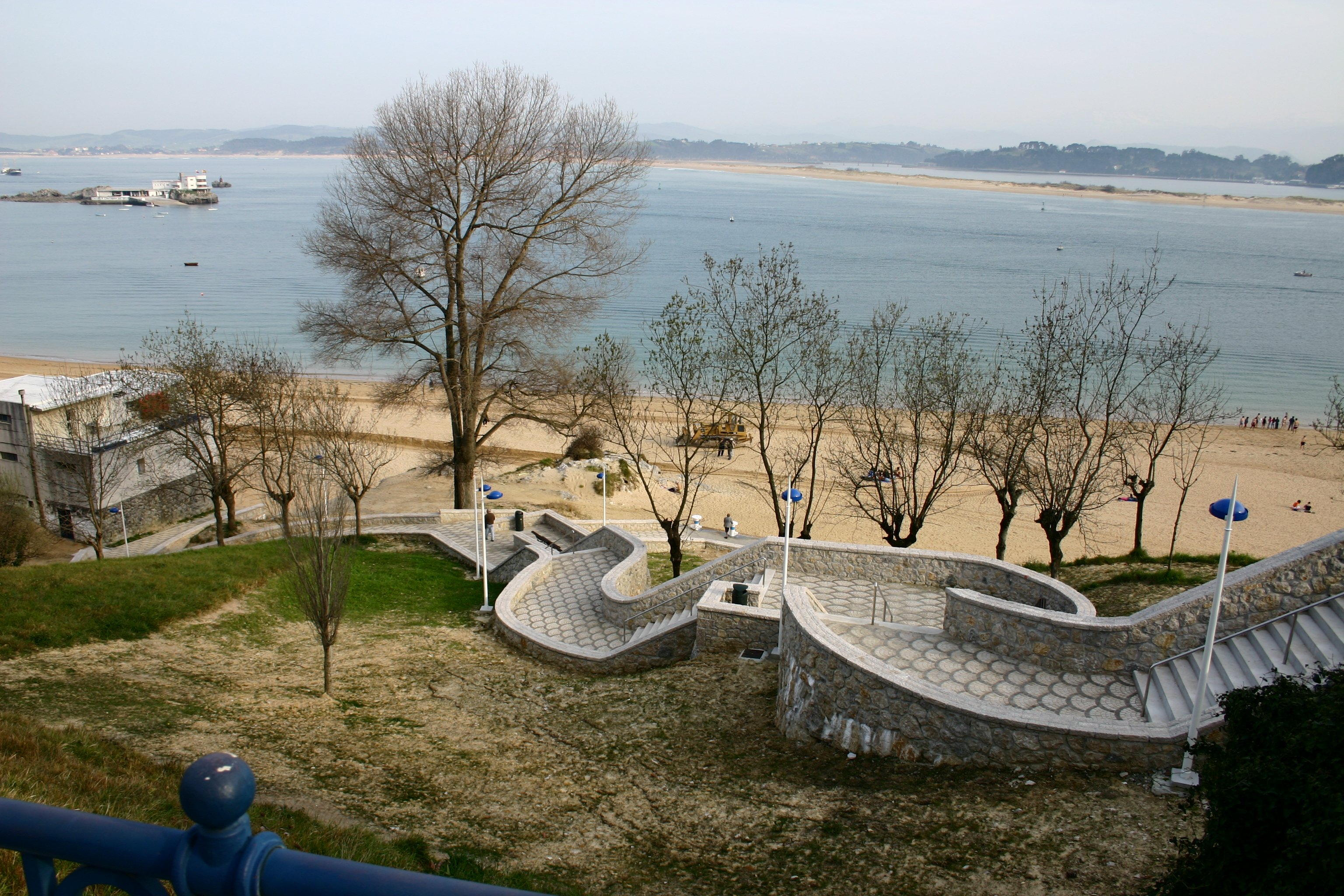
ビーチ